# Comté de Bell (Texas)
Pour les articles homonymes, voir Comté de Bell.
Le comté de Bell, en anglais : Bell county,  est un comté du Texas qui doit son nom à Peter Hansborough Bell (en), troisième gouverneur du Texas. Son siège est la ville de Belton.
Il est situé au centre de l'État, sa superficie est de 2 745 km2 pour une population estimée à 370 647 habitants en 2020.

## Démographie
| Groupes           | Comté de Bell | Texas | États-Unis |
| ----------------- | ------------- | ----- | ---------- |
| Blancs            | 88,0          | 70,4  | 72,4       |
| Autres            | 7,7           | 10,5  | 6,2        |
| Afro-Américains   | 21,5          | 11,9  | 12,6       |
| Métis             | 5,0           | 2,5   | 2,7        |
| Asiatiques        | 2,8           | 3,8   | 4,8        |
| Amérindiens       | 0,8           | 0,7   | 0,9        |
| Océaniens         | 0,8           | 0,1   | 0,2        |
| Total             | 100           | 100   | 100        |
|                   |               |       |            |
| Latino-Américains | 21,6          | 37,6  | 16,7       |

Selon l'American Community Survey, pour la période 2011-2015, 81,17 % de la population âgée de plus de 5 ans déclare parler anglais à la maison, alors que 14,03 % déclare parler l’espagnol, 1,07 % l'allemand, 0,90 % le coréen et 2,82 % une autre langue.
Le revenu par habitant était en moyenne de 24 213 dollars par an entre 2012 et 2016, en dessous de la moyenne du Texas (27 828 dollars), et de la moyenne nationale (29 829 dollars). Sur cette même période, 12,9 % des habitants du comté de Bell vivaient sous le seuil de pauvreté (contre 15,6 % dans l'État et 12,7 % à l'échelle des États-Unis).

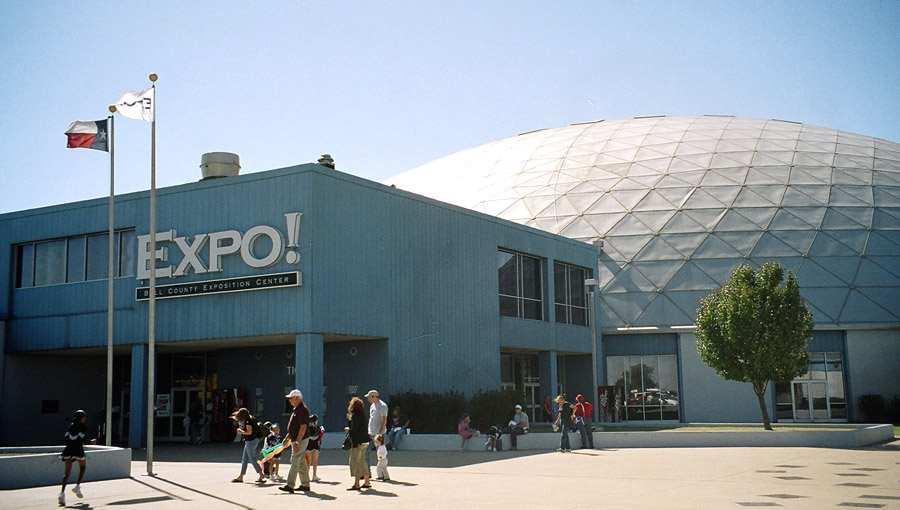
Exposition du comté de Bell, au sud de Belton.